# Bancigny
Bancigny es una comuna francesa, situada en el departamento de Aisne, de la región de Alta Francia.

## Demografía
| 71 | 69 | 59 | 49 | 39 | 32 | 25 | 26 |
| Para los censos de 1962 a 1999 la población legal corresponde a la población sin duplicidades (Fuente: INSEE [Consultar]) |    |    |    |    |    |    |    |